# Formica foreli
Formica foreli, deutsch gelegentlich „Forels Kerbameise“ genannt, ist eine Art der Ameisen aus der Gattung der Waldameisen (Formica), Untergattung Coptoformica. Die Art ist morphologisch sehr ähnlich zu den anderen Coptoformica-Arten, mit denen sie bis 2000 oft verwechselt wurde und ist im Freiland nicht sicher von diesen zu unterscheiden. Die Art ist in Deutschland nationale Verantwortungsart.

## Merkmale
Wie alle Coptoformica-Arten ist Formica foreli markant zweifarbig mit von oben schwarzem Kopf und Gaster und abgesetzt rötlich gefärbten Rumpfabschnitt (Mesosoma), mit einem dunklen Fleck auf dem Promesonotum. Der Kopfhinterrand ist in der Mitte deutlich eingebuchtet und besitzt dadurch abgesetzte Hinterecken. Außerdem ist die (für die Schuppenameisen namensgebende) Schuppe des Stielglieds (Petiolus) auf der Oberseite von vorne eingebuchtet, in seitlicher (lateraler) Ansicht dadurch sehr dünn wirkend. Von den anderen Coptoformica-Arten ist Formica foreli nur schwer sicher unterscheidbar. Die Komplexaugen sind immer unbehaart (Unterschied zur Großen Kerbameise Formica exsecta). Die Behaarung (Pubeszenz) der Oberseite des Körpers ist überwiegend sehr kurz anliegend und unauffällig, längere Haare (Setae) sitzen am Vorderrand des Clypeus und auf den hinteren Segmenten des Gaster, vom Hinterrand des vierten Tergits an. Die ersten Gastersegmente wirken matt, nicht glänzend, ihre anliegende Behaarung (Pubeszenz) ist relativ dicht, der Abstand der Haare geringer als ihre Länge.

## Biologie und Lebensweise
Wie alle Coptoformica-Arten beginnen Königinnen von Formica foreli ihren Lebenszyklus als obligate Sozialparasiten bei Arten von Formica, Untergattung Serviformica. Die Königin dringt in ein Wirtsnest ein, tötet oder verdrängt dessen Königin und lässt anschließend ihren Nachwuchs zunächst von dessen Arbeiterinnen aufziehen, bis diese nach und nach aussterben und durch eigene Arbeiterinnen ersetzt werden. Das Spektrum der Wirtsarten ist unzureichend bekannt, eine sichere Wirtsart im Alpenraum ist Formica lemani. Geflügelte Geschlechtstiere von Formica foreli treten von Juni bis September, mit Maximum im Juli, auf. Bei der Koloniebildung sind von der Art zwei Strategien bekannt, die je nach Region unterschiedlich häufig sind: Die Kolonien können aus einem einzelnen Bau („monodom“) mit einer einzelnen Königin (monogyn) bestehen. In Mitteleuropa häufiger sind zahlreiche Nestbauten einer Kolonie, die durch Galerien miteinander verbunden sind, diese sind verbunden mit mehreren Königinnen (Polygynie). Arbeiterinnen und Königinnen wechseln dabei frei zwischen den Einzelbauten hin und her. Diese „polykalisch“ genannten, miteinander verbundenen Einzelnester können gewaltige Größe erreicht, so ist aus Tschechien eine Kolonie beschrieben worden, die aus 605 Einzelnestern bestand und eine Fläche von mehr als 0,5 Hektar bedeckte. In Altwarp (Vorpommern) wurden 2001 in einem Dünengelände sogar 18 Superkolonien nahe beieinander festgestellt, von denen die größte 1237 Nester umfasste, 2018 waren noch 14 davon (mit maximal 878 Nestern) vorhanden. Wie typisch für Coptoformica, besteht ein Einzelnest jeweils aus einem unterirdischen Bau, über den eine kunstvolle Kuppel aus Halmen und anderem Pflanzenmaterial errichtet wird, es werden auch Samen, Kiesel und Erdpartikel mit verbaut. Die Kuppeln erreichen meist etwa 40, gelegentlich bis 50, nur ausnahmsweise bis 100 Zentimeter Durchmesser. Der unterirdische Bauteil ist etwa 50 Zentimeter tief, gelegentlich mit einzelnen tieferen Kammern, vermutlich zum Überwintern.
Die Ameise ernährt sich meist überwiegend mittels Trophobiose vom Honigtau vieler verschiedener im Lebensraum anzutreffender Blattlaus-Arten. Räuberische Ernährung kommt vor, besitzt aber geringere Bedeutung. Die Art ist in ihrem Lebensraum meist aggressiv gegenüber anderen Arten, auch anderen Ameisen (mit Ausnahme von Mitgliedern der eigenen Superkolonie, die am Geruch erkannt werden).
Formica foreli ist eine wärmeliebende Art. Sie kommt niemals innerhalb von geschlossenen Wäldern vor. Sie bevorzugt Magerrasen und andere warmtrockene (xerotherme) Habitate, meist mit teilweise offener Vegetation, meist auf Sand, aber gelegentlich auch auf Kalk (zum Beispiel Kanzel bei Plaue in Thüringen oder der Frankenjura bei Kallmünz in Bayern) und anderen Böden. Sie dringen gelegentlich randlich in geschlossene Wiesen oder offene Wälder vor, verschwinden hier aber, sobald das Kronendach geschlossen ist.

## Verbreitung
Formica foreli ist eine westpaläarktische Art, in Europa eine Art mit submediterranem Verbreitungsschwerpunkt. Sie kommt im nördlichen Mittelmeerraum (Nordspanien, Norditalien), in Kleinasien, bis zum Kaukasus und nach Süd-Sibirien, mit absoluter Ostgrenze im Saurgebirge in Kasachstan, vor. Nachweise aus Mitteleuropa sind selten und weit verstreut und inselförmig auf geeignete Habitate beschränkt, so aus Tschechien. Aus Österreich sind nur zwei Funde, von den Fließer Trockenhängen bei Fließ in Nordtirol und bei Brunau am Ausgang des Ötztals bekannt geworden. In der Schweiz gibt es Nachweise aus dem Mittelland, von der Alpensüdflanke und aus den Östlichen Zentralalpen (Engadin). In Deutschland sind vereinzelte Vorkommen fast im ganzen Land, aber mit Verbreitungsschwerpunkt in Ostdeutschland, bekannt geworden. Es gibt einige Einzelfunde aus Südskandinavien, so aus Dänemark, aus Südschweden (Skåne län und Insel Öland), erst seit 2015 auch aus Südnorwegen (Tjøme). In Polen gibt es nur zwei Funde im Nordosten des Landes, in Masuren, wo sie in trockenen Grasländern und am Rand von Kiefernwäldern auf Sand lebt.

## Phylogenie, Taxonomie, Systematik
Die Ameise wurde zuerst von Carlo Emery 1909 als Formica exsecta subsp. pressilabris var. foreli beschrieben. Dieser Name ist nach den Regeln der zoologischen Nomenklatur ungültig (als Name eines Taxons unterhalb subspezifischen Rangs) und deshalb von der ICZN für taxonomische Zwecke unterdrückt worden. Deshalb wurde die Art durch nachträglichen Beschluss Jean Bondroit zugesprochen, der den Namen 1918 erwähnte und damit taxonomisch „verfügbar“ machte. Die Art wurde lange Zeit mit der sehr ähnlichen Formica pressilabris synonymisiert, da es den Bearbeitern nicht gelang, verlässliche Differenzialmerkmale anzugeben, andere betrachteten sie als Unterart von dieser. Weitere Synonyme sind Formica goesswaldi Kutter, 1967, Formica naefi Kutter, 1957, Formica tamarae Dlussky, 1964. Erst seit der taxonomischen Revision durch Bernhard Seifert gilt die Taxonomie als geklärt. Seifert selbst hatte sie in seinem viel verwendeten Bestimmungsführer 1996 selbst noch unter Formica pressilabris behandelt.
Die Einordnung in die Untergattung Coptoformica, und deren Monophylie sind unstrittig. Sie wurde auch mit genetischen Methoden bestätigt. Schwesterart wäre demnach Fomica forsslundi.

## Gefährdung und Schutz
In der Roten Liste der Ameisen Deutschlands ist die Art in der Kategorie 2, stark gefährdet, gelistet. Die Art ist nach der Anlage 1 zur Bundesartenschutzverordnung besonders geschützt. Aufgrund des hohen Anteils Deutschlands an der weltweiten Population wurde sie zur nationalen Verantwortungsart in Deutschland erklärt, für die besondere Artenschutzmaßnahmen vorgesehen sind.